# Большая советская энциклопедия
Больша́я сове́тская энциклопе́дия (в выходных сведениях — Большая Советская Энциклопедия; сокр. БСЭ) — наиболее известная и полная советская универсальная энциклопедия. Выпускалась с 1926 года (первый том первого издания) по 1990 год (последний ежегодник) издательством «Советская энциклопедия» (ныне издательство «Большая российская энциклопедия»).
Выдержала три издания:
- первое издание (1926—1947) насчитывало 65 томов и дополнительный том «СССР» без номера;
- второе издание (1949—1958) насчитывало 49 томов, том 50 «СССР», дополнительный том 51 и том без номера «Алфавитный указатель» в двух книгах (1960);
- третье издание (1969—1978) насчитывало 30 томов (том 24 издан в двух книгах: вторая, дополнительная книга — «СССР») и дополнительный том «Алфавитный именной указатель» без номера (1981).

## Издания

### Первое издание
В 1923 году в Госиздате возникла идея издания «Большой советской энциклопедии» по инициативе академика Отто Юльевича Шмидта, занимавшего в 1921—1924 годах должность председателя редколлегии. В группу по изданию БСЭ также вошли историк-марксист М. Н. Покровский, критик и публицист Н. Л. Мещеряков, поэт В. Я. Брюсов, профессор В. Ф. Каган, К. С. Кузьминский и другие. Инициативная группа разработала план и определила тип издания. По решению Политбюро о выпуске энциклопедии от 17 апреля 1924 года главным редактором назначался О. Ю. Шмидт.
Начало Большой советской энциклопедии было положено в 1925 году постановлением ЦК ВКП(б) и Президиума ЦИК СССР, в соответствии с которым было создано смешанное акционерное общество «Государственное научное издание „Советская Энциклопедия“» при Коммунистической академии, которому и было поручено издание энциклопедии.
Первый том увидел свет в 1926 году. Полное издание энциклопедии (65 томов и один дополнительный том, целиком посвящённый СССР) потребовало 21 год и было закончено лишь в 1947 году (при сопоставимом объёме текста второе издание потребовало 8 лет, третье — 9 лет). За время издания АО «Советская энциклопедия» в 1930 году было преобразовано в Государственное словарно-энциклопедическое издательство; в 1937 году переименовано в Государственный научный институт «Советская энциклопедия».
В общей сложности первое издание энциклопедии содержит 65 тысяч статей, 12 тысяч иллюстраций и свыше 1 тысячи карт. Общий объём издания составил 4,3 тысячи авторских листов текста. Средний размер статьи составил 2,7 тысячи знаков. Каждый том содержит в среднем 8—10 цветных географических карт и до 20 иллюстраций (частично цветных) на отдельных листах. Кроме вкладных листов широко применяются рисунки и карты в тексте. Большая часть иллюстраций была исполнена гравюрой на дереве известными советскими художниками. Для внешнего оформления томов использовались ледериновые переплёты с золотым тиснением и полукожаные корешки. Тираж каждого тома составил 50—80 тысяч экземпляров.
Главным редактором издания в период 1924—1941 годов выступил академик Отто Юльевич Шмидт. Редакция энциклопедии размещалась в Москве в бывшем доме Анненковых на углу Петровки и Кузнецкого Моста. Среди редакторов отделов и авторов крупных статей — ведущие советские учёные и государственные деятели: Н. Н. Баранский, А. Н. Бах, Г. И. Бройдо, А. С. Бубнов, Н. Н. Бурденко, Н. И. Бухарин, В. Р. Вильямс, К. Е. Ворошилов, И. М. Губкин, И. Э. Грабарь, Г. М. Кржижановский, Л. Н. Крицман, В. В. Куйбышев, Н. Я. Кун, Ю. Ларин, А. В. Луначарский, И. А. Меницкий, Н. Л. Мещеряков, В. П. Милютин, М. Ф. Нестурх, Н. М. Никольский, В. А. Обручев, Н. Осинский, М. Н. Покровский, Е. А. Преображенский, К. Радек, Н. А. Семашко, И. И. Степанов-Скворцов, И. Д. Удальцов, В. Г. Фесенков, П. А. Флоренский, М. В. Фрунзе и другие.
Популярность издания вызвала необходимость выпуска дополнительных тиражей некоторых томов. При этом многие статьи в основном и дополнительном тираже имели различия, в основном редакционного характера, однако были случаи полной замены статьи. Например, статья «Эллинги» в томе 64 основного тиража 1933 года, автор В. Лебедев, была в дополнительном тираже 1934 года полностью заменена статьёй «Эллинг» Сергея Григорьевича Концевича. Автор статьи 1933 года известный кораблестроитель Владимир Павлович Лебедев в 1932 году совершил самоубийство после неоднократных арестов органами ОГПУ. Автор статьи 1934 года С. Концевич был арестован и расстрелян в 1937 году (реабилитирован в 1957 году). Такая судьба ожидала многих авторов БСЭ и их творческое и научное наследие. 63 том также был издан в двух вариантах: в 1933 году (тираж 31 000 экземпляров) с 776 столбцами и в 1935 году (тираж 20 200 экземпляров) с 768 столбцами (на 2 листа больше); часть статей имела разное содержание. Тиражом в 7000 экземпляров в 1930 году был издан отдельный оттиск из 11-го тома со статьёй «ВКП(б)» под редакцией А. Бубнова.
- Акция в 1000 рублей, выданная на имя Госбанка СССР, смешанного акционерного общества «Советская энциклопедия» (1928)[3]
- Первое издание
- Корешки томов первого издания, тиснёные золотом
- Логотип на обложке

| Том        | Название                                  | Год издания | Количество страниц |
| ---------- | ----------------------------------------- | ----------- | ------------------ |
| 1          | А — Аколла                                | 1926        | 416                |
| 2          | Аконит — Анри                             | 1926        | 400                |
| 3          | Анрио — Атоксил                           | 1926, 1930  | 400                |
| 4          | Атоллы — Барщина                          | 1926, 1930  | 386                |
| 5          | Барыково — Бессалько                      | 1927        | 404                |
| 6          | Бессарабия — Больм                        | 1927        | 416                |
| 7          | Больница — Буковина                       | 1927        | 416                |
| 8          | Буковые — Варле                           | 1927        | 408                |
| 9          | Варлен — Венглейн                         | 1928        | 426                |
| 10         | Венгрия — Вильно                          | 1928        | 407                |
| 11         | Вильом — Водемон                          | 1928, 1930  | 416                |
| 12         | Воден — Волховстрой                       | 1928        | 416                |
| 13         | Волчанка — Высшая                         | 1929        | 403                |
| 14         | Высшее — Гейлинкс                         | 1929        | 430                |
| 15         | Гейльброн — Германия                      | 1929        | 414                |
| 16         | Германия — Гимн                           | 1929        | 432                |
| 17         | Гимназия — Горовицы                       | 1930        | 406                |
| 18         | Город — Грац                              | 1930        | 432                |
| 19         | Грациадеи — Гурьев                        | 1930        | 422                |
| 20         | Гурьевка — Дейки                          | 1930        | 439                |
| 21         | Дейли — Джут                              | 1931        | 424                |
| 22         | Джуца — Договор торговый                  | 1935        | 420                |
| 23         | Доде — Евразия                            | 1931        | 415                |
| 24         | Евреи — Железняков                        | 1932        | 400                |
| 25         | Железо — Зазор                            | 1932        | 400                |
| 26         | Зазубные — Зерновые                       | 1933        | 408                |
| 27         | Зерновые — Империализм                    | 1933        | 480                |
| 28         | Империалистическая война — Интерполяция   | 1937        | 402                |
| 29         | Интерполяция — Историческое языковедение  | 1935        | 383                |
| 30         | История — Камбиформ                       | 1937        | 400                |
| 31         | Камбоджа — Кауфмана пик                   | 1937        | 404                |
| 32         | Каучук — Классон                          | 1936        | 432                |
| 33         | Классы — Конкуренция                      | 1938        | 480                |
| 34         | Конкурс — Крестьянская война              | 1937        | 384                |
| 35         | «Крестьянская газета» — Ларсон            | 1937        | 384                |
| 36         | Ларте — Лилло                             | 1938        | 416                |
| 37         | Лилль — Маммалогия                        | 1938        | 420                |
| 38         | Маммилярия — Мера стоимости               | 1938        | 416                |
| 39         | Мерави — Момоты                           | 1938        | 376                |
| 40         | Монада — Нага                             | 1938        | 392                |
| 41         | Наган — Нидерландское искусство           | 1939        | 432                |
| 42         | Нидерланды — Оклахома                     | 1939        | 416                |
| 43         | Окладное страхование — Палиашвили         | 1939        | 416                |
| 44         | Пализа — Перемычка                        | 1939        | 416                |
| 45         | Перемышль — Пол                           | 1940        | 440                |
| 46         | Пола — Призмы оптические                  | 1940        | 408                |
| 47         | Признаки делимости — Равенстон            | 1940        | 448                |
| 48         | Рави — Роббиа                             | 1941        | 440                |
| 49         | Робер — Ручная граната                    | 1941        | 456                |
| 50         | Ручное огнестрельное оружие — Серицит     | 1944        | 440                |
| 51         | Серна — Созерцание                        | 1945        | 424                |
| 52         | Сознание — Стратегия                      | 1947        | 472                |
| 53         | Стратиграфия — Телец                      | 1946        | 392                |
| 54         | Телецкое озеро — Трихофития               | 1946        | 416                |
| 55         | Трихоцисты — Украинское искусство         | 1947        | 986                |
| 56         | Украинцев — Фаянс                         | 1936        | 718                |
| 57         | Феаки — Флор                              | 1936        | 363                |
| 58         | Флора — Франция                           | 1936        | 400                |
| 59         | Францоз — Хокусаи                         | 1935        | 432                |
| 60         | Холангит — Цянь                           | 1934        | 400                |
| 61         | Ч — Шахт                                  | 1934        | 448                |
| 62         | Шахта — Ь                                 | 1933        | 416                |
| 63         | Э — Электрофон                            | 1933, 1935  | 776, 768           |
| 64         | Электрофор — Эфедрин                      | 1933        | 400                |
| 65         | Эфемериды — Яя                            | 1931        | 455                |
| Без номера | Союз Советских Социалистических Республик | 1947        | 487                |

### Второе издание
Второе издание было подготовлено в соответствии с постановлением Совета Министров СССР (опубликовано 20 февраля 1949 года) и было издано Государственным научным издательством «Большая советская энциклопедия» в период с 1950 по 1958 год. Издание состояло из 51 тома (49 томов статей в алфавитном порядке, 50-й — «СССР», 51-й — дополнительный), а в 1960 году было дополнено предметно-именным алфавитным указателем в 2 книгах.
В общей сложности второе издание содержит около 100 тысяч статей, 40 852 иллюстрации и 2362 карты. Общий объём издания составил 4,9 тысячи авторских листов текста. Более 40 % статей сопровождается рекомендательной библиографией, в большинстве случаев на языке оригинала (на 35 языках народов СССР и на 25 иностранных языках). Для внешнего оформления томов переплёты с рельефом. Тираж каждого тома составил 250—300 тысяч экземпляров (что в среднем в 3—5 раза больше, чем первое издание).
Значительное увеличение количества статей (с 65 тысяч в первом издании до 100 тысяч) при незначительном увеличении общего объёма (с 4,4 тысячи до 4,9 тысячи авторских листов) был обеспечен появлением наряду с развёрнутыми и многоплановыми статьями-обзорами (например, статьи о странах и науках) большого количество средних и небольших по объёму статей. Средний размер статьи составил 2 тысячи знаков.
Статьи о социальных, политических темах и о действующих государственных деятелях в БСЭ выдерживались в соответствии с советской идеологией. Иногда в связи с политическими изменениями в стране менялось и освещение тем. Например, после отстранения в 1953 году министра внутренних дел СССР Л. П. Берии, статья о котором в БСЭ к тому времени уже вышла, подписчикам энциклопедии рассылались дополнительные страницы с более подробной и несколько увеличенной (за счёт иллюстраций на целую страницу главным образом) статьёй «Берингов пролив», которой предлагалось заменить текст об этом человеке. При этом в списке иллюстраций этого тома упоминается портрет Л. П. Берии.
Позднее такой же инцидент произошёл со статьёй о Гао Гане, который в 1954 году был снят с руководящих постов в КНР, — подписчикам предлагалось вырезать страницу и заменить её на новую, где статья «Гао Ган» отсутствовала.
В дальнейшем замены подобного рода перестали предлагать, и изменения политики партии прослеживаются в изменении окраски политических статей в БСЭ. Например, начальные тома содержат резко негативную оценку Югославии. В ранних томах Тито называется фашистом (например, в статье Димитров пишется «беспощадно разоблачая националистическую, фашистскую клику Тито — агентуру амер. империализма на Балканах». В поздних томах, в частности, статьях «Тито» и «Югославия», используется исключительно позитивная лексика. Статьи о Калмыкии и о калмыках были добавлены в дополнительном томе после реабилитации в 1956 году, в соответствующем томе на букву «К» они отсутствуют. То же относится и к прочим депортированным народам (чеченцы, ингуши, карачаевцы, балкарцы) и к их автономным образованиям. При этом статья о крымских татарах отсутствует даже в дополнительном томе (поскольку Крымская АССР не была воссоздана).
Второе издание содержит не соответствующее действительности утверждение о признании на Нюрнбергском процессе немецкой вины за Катынский расстрел.
Главными редакторами издания стали академики Сергей Иванович Вавилов (тома 1—7, 1949—1951) и Борис Алексеевич Введенский (тома 8—51, 1951—1958), заместителями главного редактора — А. А. Зворыкин и Л. С. Шаумян. Среди редакторов отделов и авторов крупных статей — ведущие советские учёные и деятели науки того времени: Н. Н. Аничков, И. П. Бардин, А. А. Благонравов, В. В. Виноградов, Б. М. Вул, А. А. Григорьев, Е. М. Жуков, Б. В. Иогансон, А. Н. Колмогоров, Ф. В. Константинов, О. Б. Лепешинская, Т. Д. Лысенко, А. А. Михайлов, А. И. Опарин, К. В. Островитянов, Н. М. Страхов, С. П. Толстов, Е. А. Чудаков и другие.
Биологическая часть энциклопедии во многом писалась такими деятелями, как Т. Д. Лысенко, О. Б. Лепешинская и примкнувший к ним А. И. Опарин, а также приверженцами их «школ». В связи с этим энциклопедия содержит большое количество антинаучной информации в области генетики, цитологии, агробиологии и пр.
По оценке С. Л. Кравца, ответственного редактора издательства «Большая российская энциклопедия», второе издание с научной точки зрения представляло собой наилучшее из трёх изданий БСЭ — единственное из них, по которому можно было успешно написать дипломную работу в вузе.
- Второе издание (т. 5—14)
- Второе издание (т. 21—30)
- Пример изменений в издании по политическим мотивам

| Том | Название                                  | Год издания | Количество страниц |
| --- | ----------------------------------------- | ----------- | ------------------ |
| 01  | А — Актуализм                             | 1949        | 633                |
| 02  | Акты — Ариетта                            | 1950        | 652                |
| 03  | Аризона — Аяччо                           | 1950        | 626                |
| 04  | Б — Березко                               | 1950        | 640                |
| 05  | Березна — Ботокуды                        | 1950        | 644                |
| 06  | Ботошани — Вариолит                       | 1951        | 643                |
| 07  | Вариолоид — Вибратор                      | 1951        | 643                |
| 08  | Вибрафон — Волово                         | 1951        | 645                |
| 09  | Вологда — Газели                          | 1951        | 619                |
| 10  | Газель — Германий                         | 1952        | 615                |
| 11  | Германик — Голубь                         | 1952        | 642                |
| 12  | Голубянки — Гродовка                      | 1952        | 630                |
| 13  | Гроза — Демос                             | 1952        | 669                |
| 14  | Демосфен — Докембрий                      | 1952        | 655                |
| 15  | Докеры — Железняков                       | 1952        | 651                |
| 16  | Железо — Земли                            | 1952        | 671                |
| 17  | Земля — Индейцы                           | 1952        | 631                |
| 18  | Индекс — Истон                            | 1953        | 619                |
| 19  | Историзм — Канди                          | 1953        | 606                |
| 20  | Кандидат — Кинескоп                       | 1953        | 643                |
| 21  | Кинестезия — Коллизия                     | 1953        | 627                |
| 22  | Коллиматор — Коржины                      | 1953        | 627                |
| 23  | Корзинка — Кукунор                        | 1953        | 635                |
| 24  | Кукуруза — Лесничество                    | 1953        | 618                |
| 25  | Лесничий — Магнит                         | 1954        | 629                |
| 26  | Магнитка — Медуза                         | 1954        | 651                |
| 27  | Медузы — Многоножка                       | 1954        | 661                |
| 28  | Многоножки — Мятлик                       | 1954        | 660                |
| 29  | Н — Николаев                              | 1954        | 627                |
| 30  | Николай — Олонки                          | 1954        | 653                |
| 31  | Олонхо — Панино                           | 1955        | 645                |
| 32  | Панипат — Печура                          | 1955        | 646                |
| 33  | Печь — Польцин                            | 1955        | 669                |
| 34  | Польша — Прокамбий                        | 1955        | 653                |
| 35  | Прокат — Раковины                         | 1955        | 670                |
| 36  | Раковник — «Ромэн»                        | 1955        | 670                |
| 37  | Рона — Самойлович                         | 1955        | 666                |
| 38  | Самойловка — Сигиллярии                   | 1955        | 665                |
| 39  | Сигишоара — Соки                          | 1956        | 661                |
| 40  | Сокирки — Стилоспоры                      | 1957        | 645                |
| 41  | Стилтон — Татартуп                        | 1956        | 657                |
| 42  | Татары — Топрик                           | 1956        | 665                |
| 43  | Топсель — Уженье                          | 1956        | 669                |
| 44  | Ужи — Фидель                              | 1956        | 661                |
| 45  | Фидер — Фурьеризм                         | 1956        | 670                |
| 46  | Фусе — Цуруга                             | 1957        | 669                |
| 47  | Цуруока — Шербот                          | 1957        | 669                |
| 48  | Шербрук — Элодея                          | 1957        | 669                |
| 49  | Элоквенция — Яя                           | 1957        | 678                |
| 50  | Союз Советских Социалистических Республик | 1957        | 764                |
| 51  | А — Я (дополнения)                        | 1958        | 460                |

### Третье издание
Третье издание было подготовлено в соответствии с постановлением ЦК КПСС от 2 февраля 1967 года и было издано издательством «Советская энциклопедия» в период с 1969 по 1978 год. Издание состояло из 31 книги в 30 томах (том 24 был издан в двух книгах — вторая, дополнительная, книга была посвящена СССР). Для 3-го издания БСЭ советским художником-графиком Н. Н. Кудряшовым был создан новый шрифт — «Кудряшовская энциклопедическая гарнитура», — имеющий кегль 7:45. Тираж третьего издания составил около 630 тысяч экземпляров (что в среднем в 8—12 раз больше, чем первое издание и в 2—2,5 раза больше, чем второе). В 1981 году издание было дополнено алфавитным именным указателем, выпущенным тиражом 50 тысяч экземпляров. В подготовке издания участвовало около 10 тысяч специалистов. Многие консультанты издания — несколько сотен человек — имели учёные степени. Популяризация науки — один из главных руководящих принципов третьего издания:46.
В общей сложности третье издание содержит 95 279 статей, 29 120 иллюстраций, 3701 портрет и 524 цветные карты. Цветные иллюстрации выполнялись в форме вклеек глубокой, высокой или офсетной печати. К тому 14 для статьи «Ленин Владимир Ильич» прилагалась гибкая грампластинка с записью его речей. Общий объём издания составил 3800 авторских листов текста. Средний размер статьи составил 1470 знаков. Издание отличается развитой системой ссылок в статьях (выделенных курсивом) на другие статьи энциклопедии.
Главным редактором стал академик Александр Михайлович Прохоров (1969—1978)
Третье издание было переведено на английский язык и выпущено издательством «Macmillan Publishers» в США в 1973—1982 годах, издание включало 31 том и индексный том. В ряде стран (ГДР, Великобритания и других) был переведён и выпущен однотомник «СССР».
Также третье издание было переведено на греческий язык и издано издательством «Акадимос» (греч. Ακάδημος) в 1977—1989 годах в 34 томах основных и 1 дополнительном томе. Для этого издания было написано несколько сот статей о греческих персоналиях, оригинальные статьи были значительно расширены.
Методический опыт БСЭ был использован при подготовке Малой советской энциклопедии (три издания в 1928—1960 годах), других универсальных справочников, в том числе однотомного Советского энциклопедического словаря (четыре издания в 1979—1991 годах), двухтомного Большого энциклопедического словаря (1991), и содействовал развитию энциклопедического дела в стране.
- Гибкая пластинка с речами Ленина, приложение к 14-му тому
- Перевод 3-го издания на английский язык, библиотека Неймегена
- Третье издание на полке
- Третье издание и Ежегодники ко второму и третьему изданиям

| Том        | Название                                  | Год издания |
| ---------- | ----------------------------------------- | ----------- |
| 1          | А — Ангоб                                 | 1969        |
| 2          | Ангола — Барзас                           | 1970        |
| 3          | Бари — Браслет                            | 1970        |
| 4          | Брасос — Веш                              | 1971        |
| 5          | Вешин — Газли                             | 1971        |
| 6          | Газлифт — Гоголево                        | 1971        |
| 7          | Гоголь — Дебит                            | 1972        |
| 8          | Дебитор — Евкалипт                        | 1972        |
| 9          | Евклид — Ибсен                            | 1972        |
| 10         | Ива — Италики                             | 1972        |
| 11         | Италия — Кваркуш                          | 1973        |
| 12         | Кварнер — Конгур                          | 1973        |
| 13         | Конда — Кун                               | 1973        |
| 14         | Куна — Ломами                             | 1973        |
| 15         | Ломбард — Мезитол                         | 1974        |
| 16         | Мезия — Моршанск                          | 1974        |
| 17         | Моршин — Никиш                            | 1974        |
| 18         | Никко — Отолиты                           | 1974        |
| 19         | Отоми — Пластырь                          | 1975        |
| 20         | Плата — Проб                              | 1975        |
| 21         | Проба — Ременсы                           | 1975        |
| 22         | Ремень — Сафи                             | 1975        |
| 23         | Сафлор — Соан                             | 1976        |
| 24 (кн. 1) | Собаки — Струна                           | 1976        |
| 24 (кн. 2) | Союз Советских Социалистических Республик | 1977        |
| 25         | Струнино — Тихорецк                       | 1976        |
| 26         | Тихоходки — Ульяново                      | 1977        |
| 27         | Ульяновск — Франкфорт                     | 1977        |
| 28         | Франкфурт — Чага                          | 1978        |
| 29         | Чаган — Экс-ле-Бен                        | 1978        |
| 30         | Экслибрис — Яя                            | 1978        |

Электронная версия
В 1998 году компании ЗАО «Аутопан» («Студия Multimedia.ru»), ЗАО «Гласнет» и ЗАО «Лукойл-Информ» (в сотрудничестве с издательством «Большая Российская энциклопедия») начали проект по оцифровке третьего издания БСЭ. К 2001 году основной корпус текстов и иллюстраций был отсканирован, распознан и выверен. Права на интернет-издание выкупила компания «Russ Portal Company Ltd.», которая в апреле 2001 года запустила энциклопедический онлайн-проект «Рубрикон». В 2002 году была создана и отлажена программная оболочка, и осенью того же года на Московской международной книжной выставке-ярмарке разработчиками была продемонстрирована финальная версия энциклопедии на трёх компакт-дисках. В качестве издателя и дистрибьютора электронной версии выступила компания ЗАО «Новый диск»; энциклопедия издавалась в рамках серии «Золотой фонд российских энциклопедий».
Электронные версии первого и второго изданий БСЭ были подготовлены и выпущены ООО «Словарное издательство „Электронные и традиционные словари“» в 2010 и 2012 годах, соответственно. Издатель на CD/DVD-дисках и распространитель — ЗАО «БукаСофт».

### Дополнительные тома
Алфавитный указатель
Ко второму и третьему изданию Большой советской энциклопедии издавался отдельным томом без номера алфавитный указатель статей.
| Название                                        | Год  | № книги | Ответственный редактор | Статьи          | Страницы | Тираж  |
| ----------------------------------------------- | ---- | ------- | ---------------------- | --------------- | -------- | ------ |
| Алфавитный указатель ко второму изданию         | 1960 | 1       | Л. С. Шаумян           | А — Нарикины    | 1—800    | 75 000 |
| Алфавитный указатель ко второму изданию         | 1960 | 2       | Л. С. Шаумян           | Нариман — Яянга | 801—1575 | 75 000 |
| Алфавитный именной указатель к третьему изданию | 1981 | —       | —                      | А—Я             | 719      | 50 000 |

## Ежегодники
В 1957—1990 годах ежегодно второе (синие тома, изданные в 1957—1969 годы) и третье (красные тома, изданные в 1970—1990 годы) издание дополнялось однотомным «Ежегодником Большой советской энциклопедии». В нём публиковались обновлённые данные об СССР и других странах, информация о важных событиях, произошедших в мире, и актуальные биографические сведения. Всего вышло 34 выпуска ежегодника.
| №  | Год  | Главный либо ответственный редактор | Количество страниц | Тираж, экз. |
| -- | ---- | ----------------------------------- | ------------------ | ----------- |
| 1  | 1957 | Б. А. Введенский                    | 648                | 100 000     |
| 2  | 1958 | Л. С. Шаумян                        | 656                | 100 000     |
| 3  | 1959 | Л. С. Шаумян                        | 664                | 55 000      |
| 4  | 1960 | Л. С. Шаумян                        | 616                | 57 000      |
| 5  | 1961 | Л. С. Шаумян                        | 580                | 50 000      |
| 6  | 1962 | Л. С. Шаумян                        | 624                | 45 000      |
| 7  | 1963 | Л. С. Шаумян                        | 562                | 50 000      |
| 8  | 1964 | Л. С. Шаумян                        | 616                | 40 000      |
| 9  | 1965 | Л. С. Шаумян                        | 608                | 45 000      |
| 10 | 1966 | Л. С. Шаумян                        | 627                | 47 000      |
| 11 | 1967 | Л. С. Шаумян                        | 624                | 60 000      |
| 12 | 1968 | Л. С. Шаумян                        | 624                | 53 000      |
| 13 | 1969 | Л. С. Шаумян                        | 608                | 48 000      |
| 14 | 1970 | Л. С. Шаумян                        | 608                | 47 500      |
| 15 | 1971 | Л. С. Шаумян                        | 644                | 72 000      |
| 16 | 1972 | С. М. Ковалев                       | 624                | 83 000      |
| 17 | 1973 | С. М. Ковалев                       | 640                | 110 000     |
| 18 | 1974 | С. М. Ковалев                       | 620                | 110 000     |
| 19 | 1975 | С. М. Ковалев                       | 656                | 110 000     |
| 20 | 1976 | С. М. Ковалев                       | 624                | 110 000     |
| 21 | 1977 | С. М. Ковалев                       | 640                | 110 000     |
| 22 | 1978 | С. М. Ковалев                       | 592                | 110 000     |
| 23 | 1979 | С. М. Ковалев                       | 576                | 110 000     |
| 24 | 1980 | В. Г. Панов                         | 584                | 110 000     |
| 25 | 1981 | В. Г. Панов                         | 624                | 110 000     |
| 26 | 1982 | В. Г. Панов                         | 600                | 110 000     |
| 27 | 1983 | В. Г. Панов                         | 584                | 106 000     |
| 28 | 1984 | В. Г. Панов                         | 584                | 100 000     |
| 29 | 1985 | В. Г. Панов                         | 576                | 91 000      |
| 30 | 1986 | В. Г. Панов                         | 575                | 85 000      |
| 31 | 1987 | В. Г. Панов                         | 607                | 78 500      |
| 32 | 1988 | В. Г. Панов                         | 592                | 84 000      |
| 33 | 1989 | В. Г. Панов                         | 591                | 75 500      |
| 34 | 1990 | В. Г. Панов                         | 556                | 66 500      |

## Авторские права
В настоящее время права на ещё не перешедшие в общественное достояние тома принадлежат правопреемнику издательства «Советская энциклопедия» — издательству «Большая российская энциклопедия». Права на электронное издание третьего издания Большой советской энциклопедии переданы по договорам нескольким компаниям — в частности, исключительные права на интернет-издание передавались компании «Russ Portal» (владельцу сайта www.rubricon.com), а права на мультимедиа-издание (CD-ROM) его издателю — компании «Новый Диск».

## Список других советских универсальных энциклопедий
| Оригинальное название               | Русское название                       | Количество томов | Годы издания                    | Современное продолжение                                                             |
| ----------------------------------- | -------------------------------------- | ---------------- | ------------------------------- | ----------------------------------------------------------------------------------- |
| Большая советская энциклопедия      | Большая советская энциклопедия         | 66; 51; 31       | 1926—1947; 1949—1958; 1969—1978 | Большая российская энциклопедия                                                     |
| Українська радянська енциклопедія   | Украинская советская энциклопедия      | 17; 12           | 1959—1965; 1978—1985            | Большая украинская энциклопедия                                                     |
| Ўзбек совет энциклопедияси          | Узбекская советская энциклопедия       | 14               | 1971—1980                       | Национальная энциклопедия Узбекистана (12 томов; 1997—2005)                         |
| Հայկական սովետական հանրագիտարան     | Армянская советская энциклопедия       | 13               | 1974—1987                       | Армянская краткая энциклопедия                                                      |
| Беларуская савецкая энцыклапедыя    | Белорусская советская энциклопедия     | 12               | 1969—1975                       | Белорусская энциклопедия                                                            |
| ქართული საბჭოთა ენციკლოპედია        | Грузинская советская энциклопедия      | 12               | 1975—1987                       | Энциклопедия «Грузия»                                                               |
| Latvijas padomju enciklopēdija      | Латвийская советская энциклопедия      | 11               | 1981—1988                       | Национальная энциклопедия (Латвия)                                                  |
| Азәрбајҹан совет енсиклопедијасы    | Азербайджанская советская энциклопедия | 11               | 1976—1987                       | Азербайджанская национальная энциклопедия                                           |
| Қазақ совет энциклопедиясы          | Казахская советская энциклопедия       | 12               | 1972—1978                       | Казахстан. Национальная энциклопедия                                                |
| Lietuviškoji tarybinė enciklopedija | Литовская советская энциклопедия       | 13               | 1976—1985                       | Универсальная литовская энциклопедия                                                |
| Түркмен совет энциклопедиясы        | Туркменская советская энциклопедия     | 11               | 1974—1989                       |                                                                                     |
| Енчиклопедия советикэ молдовеняскэ  | Молдавская советская энциклопедия      | 8                | 1970—1981                       | Молдавская энциклопедия                                                             |
| Энциклопедияи советии тоҷик         | Таджикская советская энциклопедия      | 8                | 1978—1988                       | Таджикская национальная энциклопедия                                                |
| Eesti nõukogude entsüklopeedia      | Эстонская советская энциклопедия       | 8; 10+5          | 1968—1976; 1985—2006            | Эстонская энциклопедия                                                              |
| Кыргыз совет энциклопедиясы         | Киргизская советская энциклопедия      | 6                | 1976—1980                       | Национальная энциклопедия «Кыргызстан»                                              |
| Сибирская советская энциклопедия    | Сибирская советская энциклопедия       | 4 (план — 6)     | 1929—1933                       | Большой энциклопедический словарь Сибири и Дальнего Востока в 4‑х томах (2011—2013) |
| Уральская советская энциклопедия    | Уральская советская энциклопедия       | 1 (план — ?)     | 1933                            |                                                                                     |